# Tampa Bay Buccaneers 1986
La stagione 1986 dei Tampa Bay Buccaneers è stata l'11ª della franchigia nella National Football League. Terminata con un record di 2-14, fu una delle peggiori annate della storia della franchigia, per alcuni tifosi peggiore anche di quella senza vittorie del 1976. Nel draft la squadra scelse come primo assoluto il running back Bo Jackson ma non riuscì a convincerlo a firmare e questi finì per intraprendere una carriera nella Major League Baseball.

## Scelte nel Draft 1986
|  | = Pro Bowler |

| Scelta | Giro                  | Giocatore       | Ruolo          | College            |
| 1      | 1                     | Bo Jackson      | Running back   | Auburn             |
| 25     | 1 (da Miami)          | Roderick Jones  | Defensive back | Southern Methodist |
| 28     | 2                     | Jackie Walker   | Linebacker     | Jackson State      |
| 40     | 2 (da Miami)          | Kevin Murphy    | Linebacker     | Oklahoma           |
| 83     | 4                     | Craig Swoope    | Defensive Back | Illinois           |
| 112    | 5                     | J.D. Maarleveld | Tackle         | Maryland           |
| 165    | 6 (da New England)    | Kevin Walker    | Defensive Back | East Carolina      |
| 223    | 9                     | Tommy Barnhardt | Punter         | North Carolina     |
| 250    | 10                    | Benton Reid     | Defensive End  | Mississippi        |
| 279    | 11                    | Mark Drenth     | Tackle         | Purdue             |
| 306    | 12 (da San Francisco) | Clay Miller     | Guard          | Michigan           |

## Calendario
| Stagione regolare |            |                        |             |      |                              |     |          |        |
| Turno             | Data       | Avversario             | Risultato   | Ora  | Stadio                       | TV  | Pubblico | Record |
| 1                 | 7/9/1986   | San Francisco 49ers    | S 31–7      | 1:00 | Tampa Stadium                | CBS | 50,780   | 0–1    |
| 2                 | 14/9/1986  | Minnesota Vikings      | S 23–10     | 4:00 | Tampa Stadium                | CBS | 34,579   | 0–2    |
| 3                 | 21/9/1986  | at Detroit Lions       | V 24–20     | 1:00 | Pontiac Silverdome           | CBS | 38,453   | 1–2    |
| 4                 | 28/9/1986  | Atlanta Falcons        | S 23–20 DTS | 4:00 | Tampa Stadium                | CBS | 38,950   | 1–3    |
| 5                 | 5/10/1986  | at Los Angeles Rams    | S 26–20 DTS | 4:00 | Anaheim Coliseum             | CBS | 50,585   | 1–4    |
| 6                 | 12/10/1986 | St. Louis Cardinals    | S 30–19     | 1:00 | Tampa Stadium                | CBS | 33,307   | 1–5    |
| 7                 | 19/10/1986 | at New Orleans Saints  | S 38–7      | 1:00 | Louisiana Superdome          | CBS | 43,355   | 1–6    |
| 8                 | 26/10/1986 | at Kansas City Chiefs  | S 27–20     | 1:00 | Arrowhead Stadium            | CBS | 36,230   | 1–7    |
| 9                 | 2/11/1986  | Buffalo Bills          | V 34–28     | 1:00 | Tampa Stadium                | NBC | 32,806   | 2–7    |
| 10                | 9/11/1986  | Chicago Bears          | S 23–3      | 1:00 | Tampa Stadium                | CBS | 70,097   | 2–8    |
| 11                | 16/11/1986 | at Green Bay Packers   | S 31–7      | 1:00 | Lambeau Field                | CBS | 48,271   | 2–9    |
| 12                | 23/11/1986 | Detroit Lions          | S 38–17     | 1:00 | Tampa Stadium                | CBS | 30,029   | 2–10   |
| 13                | 30/11/1986 | at Minnesota Vikings   | S 45–13     | 1:00 | Hubert H. Humphrey Metrodome | CBS | 56,235   | 2–11   |
| 14                | 7/12/1986  | at Chicago Bears       | S 48–14     | 1:00 | Soldier Field                | CBS | 52,746   | 2–12   |
| 15                | 14/12/1986 | Green Bay Packers      | S 21–7      | 1:00 | Tampa Stadium                | CBS | 30,099   | 2–13   |
| 16                | 21/12/1986 | at St. Louis Cardinals | S 21–17     | 1:00 | Busch Memorial Stadium       | CBS | 23,957   | 2–14   |